# Colectivism
Colectivismul este o atitudine morală, filosofie politică, ideologie sau perspectivă socială care pune accentul pe grup și interesele sale. Colectivismul este opusul individualismului. Colectiviștii se concentrează pe interesele unei comunități, societăți sau națiuni față de diferite tipuri de sisteme politice, economice și educaționale.

## Tipologie
Colectivismul este de două tipuri: un „colectivism orizontal”, bazat pe egalitate și pe implicarea și cooperarea oamenilor în împărțirea bunurilor, și un „colectivism vertical”, bazat pe existența unei ierarhii și pe supunerea indivizilor unei anumite autorități. Colectivismul orizontal se bazează pe ipoteza că fiecare individ este mai mult sau mai puțin egal, în timp ce colectivismul vertical presupune că indivizii sunt fundamental diferiți unii de alții. Anarhistul social Aleksandr Berkman, care a fost un colectivist orizontal, a susținut că egalitatea nu presupune suprimarea individualității, ci o cantitate egală de libertate și o oportunitate egală a indivizilor în a-și dezvolta propriile abilități și talente.
Colectiviștii orizontali tind să favorizeze adoptarea democratică a deciziilor, în timp ce colectiviștii verticali cred în necesitatea existenței unui lanț de comandă mai strict. Colectivismul orizontal pune accentul pe obiectivele comune, pe interdependență și sociabilitate. Colectivismul vertical subliniază integritatea unui grup (de exemplu, familie sau națiune) și se așteaptă ca indivizii să se sacrifice pentru grup, dacă este necesar, și promovează concurența între grupuri diferite.

## Critici

### Critici liberale clasice
Există două obiecții principale cu privire la colectivism, care sunt formulate pornind de la ideile individualismului. Prima obiecție este că colectivismul reprimă individualitatea și diversitatea, insistând asupra unei identități sociale comune, cum ar fi naționalitatea sau un alt aspect majoritar. Cea de-a doua este că colectivismul este strâns legat de etatism și de diminuarea libertății atunci când autoritatea politică este utilizată pentru a promova obiectivele colectiviste.
Critica colectivismului a fost realizată de individualiștii liberali precum liberaliștii clasici, libertarienii, obiectiviștii și anarho-individualiștii. O importantă critică modernă a colectivismului economic este cea prezentată de Friedrich Hayek în cartea Drumul către servitute, publicată în 1944.
Ludwig von Mises a scris:
Pe de altă parte, aplicarea ideilor de bază ale colectivismului nu poate duce la nimic altceva decât la dezintegrare socială și la perpetuarea conflictului armat. Este adevărat că fiecare varietate de colectivism promite pacea eternă, începând cu ziua victoriei sale decisive și răsturnarea finală și exterminarea tuturor celorlalte ideologii și a susținătorilor lor. ... Imediat însă ce o facțiune a reușit să câștige sprijinul majorității cetățenilor și a obținut, astfel, controlul asupra mașinăriilor guvernamentale, are libertatea de a refuza minorității toate aceste drepturi democratice prin mijloacele de care s-a folosit anterior în propria sa luptă pentru supremație.

### Critici socialiste
Mulți socialiști, în special libertarienii socialiști, anarho-individualiștii și De Leoniștii, critică conceptul de colectivism. Unii anti-colectiviști argumentează adesea că toate societățile autoritare și totalitare sunt în realitate colectiviste (vertical). Socialiștii susțin că capitalismul modern și proprietatea privată, care se bazează pe structuri de proprietate corporatiste, sunt forme de colectivism organic care contrastează profund cu percepția că capitalismul este un sistem de schimb liber de mărfuri. Socialiștii argumentează, uneori, că adevăratul individualism poate exista doar atunci când indivizii sunt liberi de structurile sociale coercitive și pot să-și urmărească propriile interese, care pot fi realizate numai prin proprietatea comună asupra mijloacelor de producție și prin acces liber la mijloacele de trai, astfel încât nici un individ nu are putere coercitivă asupra altor persoane.
George Orwell, un activist socialist democratic, credea că colectivismul avea ca efect emanciparea unei minorități de indivizi și conducea la asuprirea majorității populației în numele unui ideal precum libertatea.
Nu se poate spune prea des - în orice caz, nu se spune aproape suficient de des - că colectivismul nu este în mod inerent democratic, ci, dimpotrivă, dă unei minorități tiranice asemenea puteri, pe care nici inchizitorii spanioli nu le-au visat vreodată.
Dar în următoarea propoziție el avertizează, de asemenea, asupra tiraniei exercitate de proprietatea privată asupra mijloacelor de producție:
... că o întoarcere la concurența „liberă” înseamnă pentru marea masă a oamenilor o tiranie, probabil, mai rea, pentru că este mai iresponsabilă decât cea a statului.
Marxiștii critică această utilizare a termenului „colectivism”, pe motiv că toate societățile se bazează pe interesele de clasă și, prin urmare, toate societățile ar putea fi considerate „colectiviste”. Idealul liberal al individului liber este văzut dintr-o perspectivă marxistă ca o perdea de fum pentru interesele colective ale clasei capitaliste. Anarhiștii sociali susțin că „individualismul” este un paravan pentru interesele clasei superioare. Anarhista Emma Goldman a scris:
„individualismul ferm”... este doar o încercare mascată de a reprima și învinge individul și individualitatea lui. Așa-numitul individualism este conceptul social și economic laissez-faire: exploatarea maselor de către clasele conducătoare prin mijloace de înșelăciune legale, înjosire spirituală și îndoctrinare sistematică cu un spirit servil ... Acest „individualism” corupt și pervers este cămașa de forță a individualității. ... El a condus inevitabil la cea mai mare sclavie modernă, iar distincția de clasă cea mai crasă a făcut ca milioane de persoane să trăiască la limita subzistenței. „Individualismul ferm” a însemnat „individualism” pentru stăpâni, în timp ce oamenii sunt înregimentați într-o castă de sclavi pentru a servi o mână de „supraoameni”. ... „Individualismul ferm” este pur și simplu una din multele înșelăciuni făcute de clasa conducătoare pentru a-și masca afacerile neînfrânate și șantajul politic.
Ca răspuns la criticile realizate de diverse grupuri pro-capitaliste care susțin că proprietatea publică sau proprietatea comună asupra mijloacelor de producție este o formă de colectivism, socialiștii susțin că proprietatea comună asupra mijloacelor de producție nu lezează drepturile individuale, ci că este, în schimb, o forță eliberatoare care transcende falsa dihotomie dintre individualism și colectivism. Socialiștii susțin că aceste critici confundă conceptul de proprietate privată asupra mijloacelor de producție cu bunurile personale și producția individuală.

### Alte critici
Ayn Rand, creatoarea filozofiei obiectiviste și o adversară deosebit de vocală a colectivismului, a susținut că acesta a condus la totalitarism. Ea a susținut că „colectivismul înseamnă subjugarea individului către un grup” și că „de-a lungul istoriei, nici un tiran nu a ajuns la putere decât atunci când a pretins că reprezintă binele comun”. Ea a mai afirmat că „ororile pe care nici un om nu ar îndrăzni să le ia în considerare pentru sinele său egoist sunt săvârșite cu o conștiință curată de altruiști care le justifică prin binele comun.” („Altruiștii” la care se referă Rand nu sunt cei care practică caritatea sau bunăvoința simplă, ci mai degrabă cei care cred în doctrina etică a altruismului a lui Auguste Comte care susține că este „o obligație politică și morală a individului de a-și sacrifica propriile interese pentru o bunăstare socială superioară”.).